# Denza
Shenzhen BYD Daimler New Technology Co., Ltd., con nombre comercial de Denza, es una empresa de fabricación de automóviles con sede en Shenzhen, China, especializada en coches eléctricos de lujo y una empresa conjunta al 50:50 entre BYD Auto y Daimler AG.
Fue fundada en mayo de 2010. El primer modelo de producción de la empresa mixta es el Denza NEV, un coche con un rango eléctrico de hasta 300 km. Su lanzamiento se produjo a finales de 2014. El coche fue puesto en venta en China en diciembre de 2014.

## Nombre
Un nombre inventado del chino Tengshi (en chino tradicional, 騰勢; en chino simplificado, 腾势; pinyin, Téngshì), Denza se traduce aproximadamente como "poder e impulso crecientes". Las traducciones alternativas incluyen "energía eólica" o "circunstancias sinuosas".

## Historia

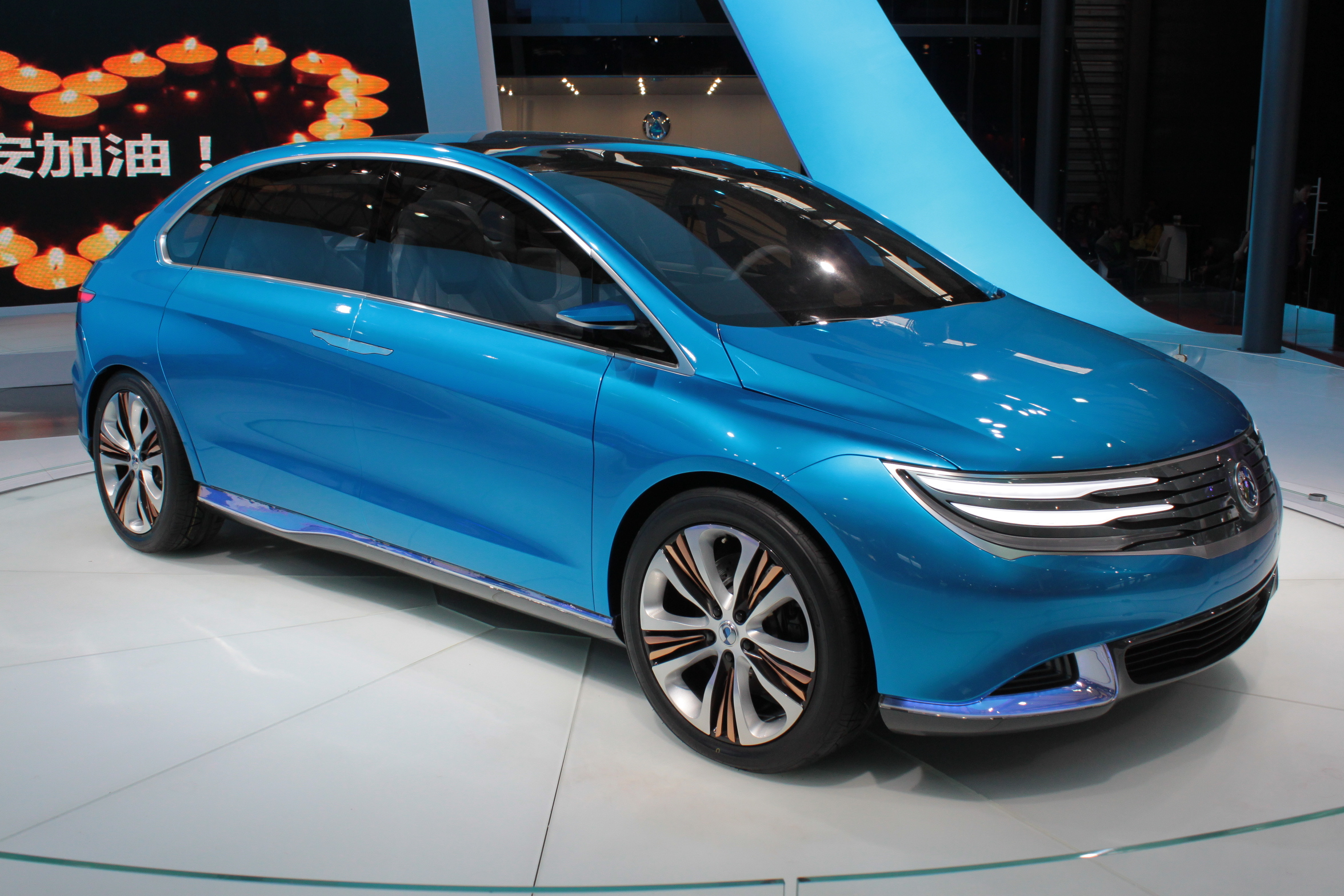
Concept car totalmente eléctrico Denza en Auto Shanghai 2013

El 1 de marzo de 2010, BYD Auto y Daimler AG firmaron un memorando de entendimiento para el desarrollo conjunto de vehículos eléctricos. That initial link-up led to the creation of a new, equal-ownership legal entity, Shenzhen BYD Daimler New Technology Co., Ltd., which was formally established on 27 May 2010 y recibió una licencia comercial del Estado chino República Popular China en marzo de 2011. Su marca, Denza, debutó en marzo de 2012, y un vehículo de nueva energía (NEV) concept car se mostró por primera vez en abril de 2012 en el salón del automóvil Auto China en Beijing. Se esperaba que este producto se ofreciera como un coche de lujo.
Si bien su producto inicial estaba previsto que se lanzara en Beijing, Shanghai y Shenzhen en septiembre de 2014, in June of that year the launch date was pushed back to late 2014, y el coche debutó en diciembre de ese año.

## Operaciones
En 2013, Denza estaba construyendo su planta de ensamblaje en Pingshan, Shenzhen, que debía tener una capacidad anual de 40.000 vehículos.

## Subsidios gubernamentales
El éxito de las ventas puede depender de los subsidios proporcionados por el gobierno chino. El presidente del copropietario chino de Denza expresó su esperanza de que estén en vigor a mediados de 2013, and many of the press releases posted on the Denza website concern subsidies. Prior electric car grants were in effect for only two years starting in 2010, pero en septiembre de 2013 se estableció un plan que proporciona pagos en efectivo a los compradores de vehículos totalmente eléctricos e híbridos.
Cuando se lanzó en diciembre de 2014, los compradores del automóvil calificaron para un subsidio de 78.000 RMB y si bien el subsidio total que se ofrece depende del lugar de compra, no se pueden deducir más de 120.000 RMB. Los subsidios también aumentan la demanda del automóvil de otras maneras y, a partir de 2014, los compradores quedaron exentos de la lotería de matrículas de Beijing y calificaron para obtener matrículas gratuitas en Shanghai y Shenzhen.

## Modelos y productos

### Actual
- Denza D9
- Denza N7
- Denza N8

### Próximo
- Denza N8 MAX
- Denza N9

### Interrumpido
- Denza EV/500 (2014–2019)
- Denza X (2019–2021)

### Coches conceptuales
- Denza EV Concept (2012)
- Denza Inception (2022)

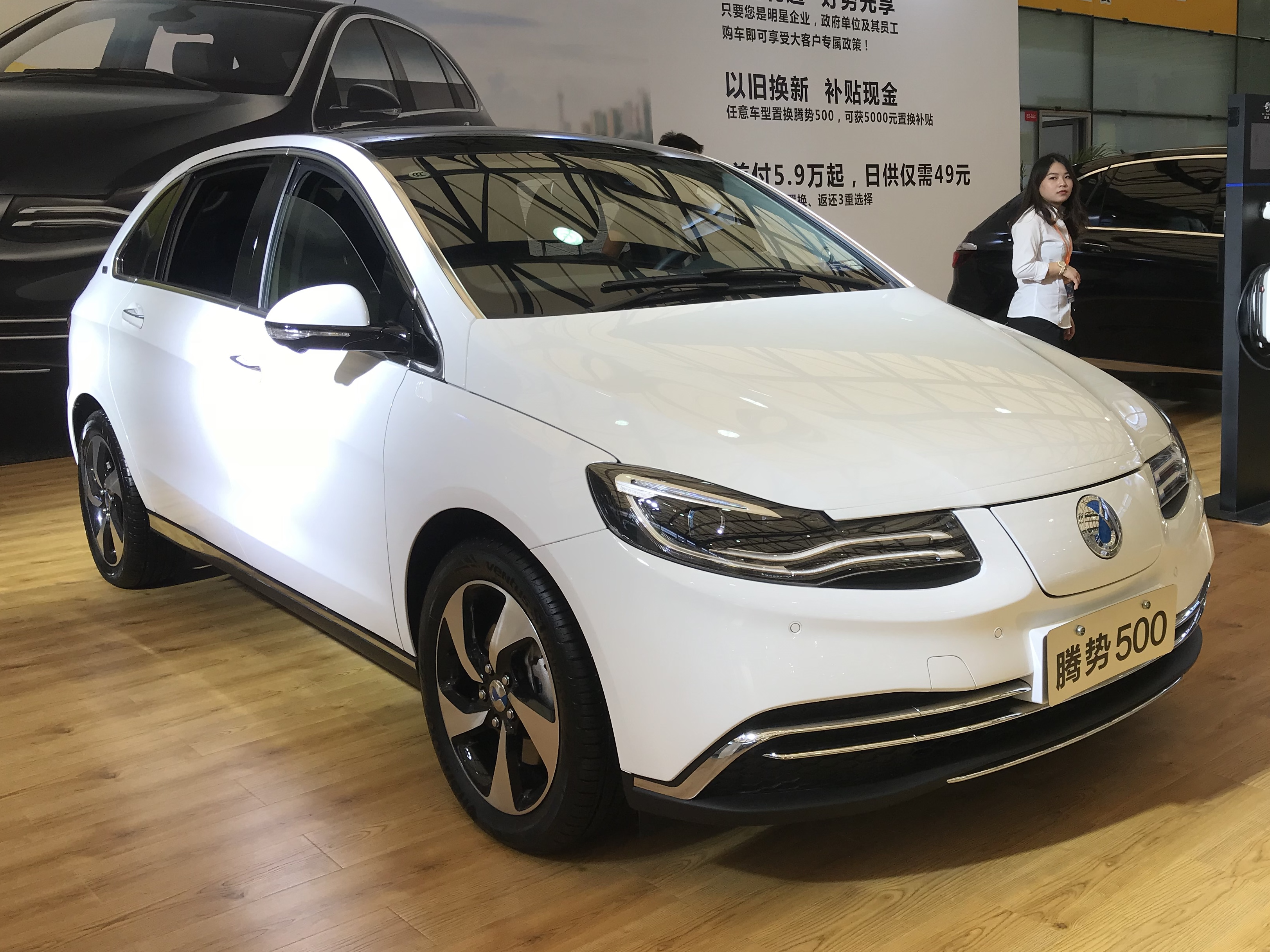
Denza 500
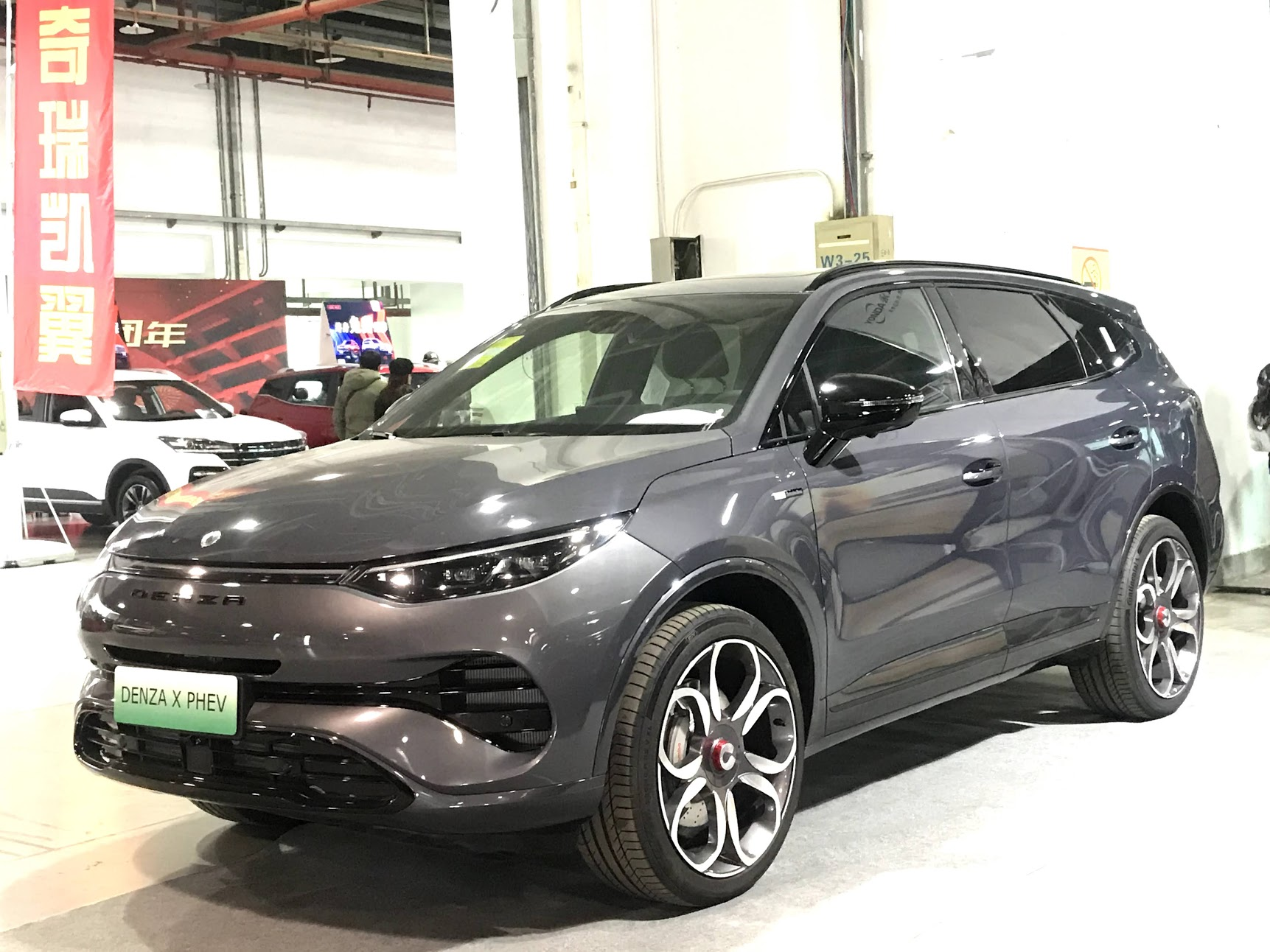
Denza X
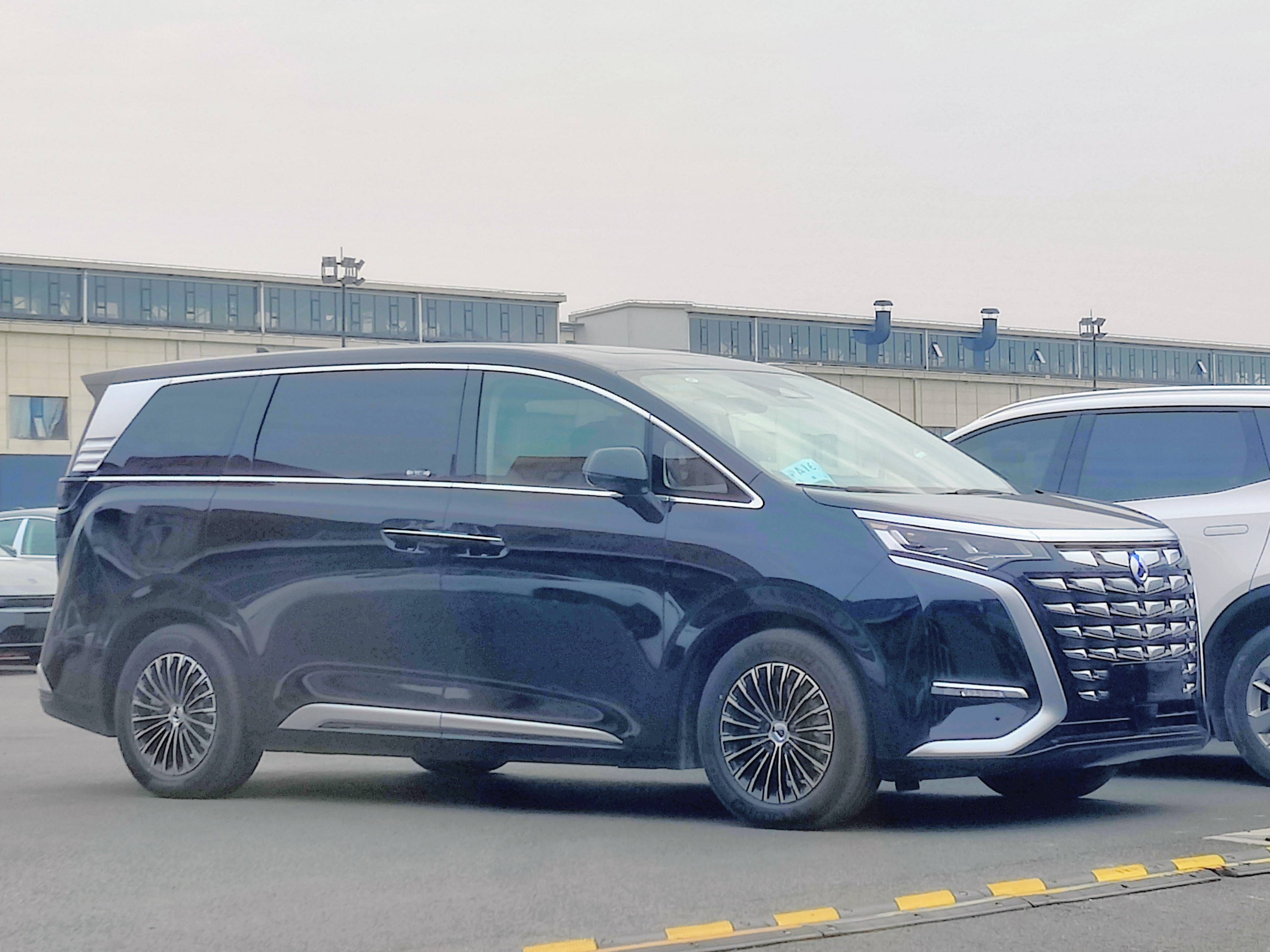
Denza D9
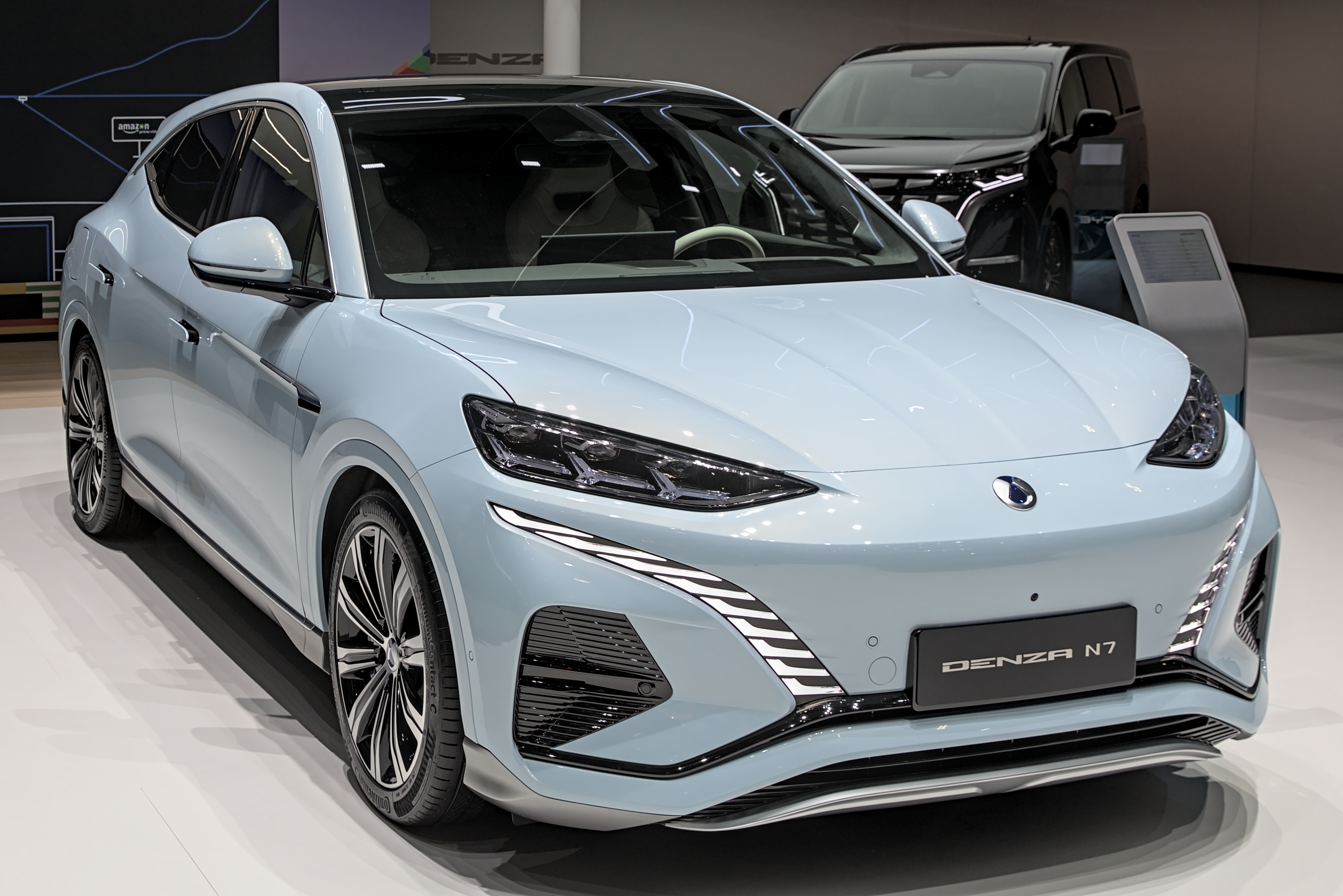
Denza N7

## Concesionarios
En diciembre de 2014, Denza contaba con tres concesionarios: uno en Beijing, uno en Shanghai y uno en Shenzhen. La compañía pretende poner el coche a la venta pronto en Guangzhou, Hangzhou y Tianjin.